# Aedes vexans
Aedes vexans (teilweise als „Rheinschnake“ bezeichnet) ist eine fast weltweit verbreitete Stechmücke und die häufigste der in Deutschland vorkommenden Arten der Familie der Stechmücken. Sie ist die einzige in Europa vertretene Art der Untergattung Aedimorphus innerhalb der großen Gattung Aedes.
Von ihrer Lebensweise her wird sie zu den „Überschwemmungsmücken“ gezählt. Wegen ihres Brutgebietes in überschwemmten Auwäldern und Wiesen wird diese massenhaft auftretende Art ebenso wie andere dort verbreitete Stechmückenarten, beispielsweise Aedes sticticus, Aedes rossicus und Aedes cinereus auch als Wiesenmücke oder Auwaldmücke angesprochen. Ihrer massenhaften Verbreitung wird an verschiedenen Orten durch gezielte biologische Schädlingsbekämpfung begegnet.

## Merkmale
Adulte Tiere von Aedes vexans erreichen eine Länge von etwa 6 Millimetern. Ihr Körper ist braun bis goldbraun. Der Rüssel und die kurzen Palpi sind dunkel beschuppt, mit ein paar hellen Schuppen an der Spitze der Palpi. Der Rücken und der spitz zulaufende Hinterleib weisen hellgraue bis weißliche Schuppen auf, die B-förmige Muster bilden. Die Tibien sind oben dunkel und hell auf der Unterseite. Die Tarsi der Hinterbeine weisen an ihren Enden dünne weiße Bänder auf.
Der Körper der Larven gliedert sich in den Kopf mit Mundwerkzeugen, Augen und Antennen, drei verschmolzene Brustsegmente und neun Hinterleibssegmente. Am achten Hinterleibssegment sitzt ein kräftiges Atemrohr mit einem Haarbüschel mittig oder leicht oberhalb der Mitte. Die Larven hängen mit dem Atemrohr an der Wasseroberfläche kopfüber schräg nach unten. Die Form des Atemrohrs kann zur Unterscheidung der verschiedenen Arten von Stechmücken eingesetzt werden.

## Vorkommen
Aedes vexans ist fast weltweit verbreitet und findet sich in der Holarktis, der Orientalis, in Mexiko, Teilen Zentralamerikas, in der Transvaal-Region, sowie auf einigen pazifischen Inseln.

## Lebensweise
Die Aedes-Männchen versammeln sich abends, bei hoher Luftfeuchtigkeit oder in stark beschatteten Waldgebieten schon nachmittags, zu oft mehrere tausend Mücken umfassenden Tanzschwärmen. Die sich in ca. 2 Metern Höhe auf- und abwärts bewegenden Männchen erzeugen durch den Flügelschlag einen artcharakteristischen Summton, der die Weibchen anlockt. Diese werden im Flug ergriffen und begattet. Nach der Begattung macht sich das Weibchen auf, um Blut zu saugen. Dies ist zur weiteren Entwicklung der Eier unbedingt notwendig. Pro Tag legt die Mücke dabei insgesamt bis zu 10 Kilometern zurück. Dabei wandern die Weibchen von Geländeinsel zu Geländeinsel, also Zonen mit für sie günstigen Lebensbedingungen, insbesondere hoher Luftfeuchtigkeit, in denen sie die trockene Hitze des Tages überstehen. Ergänzend zur aktiven Migration kommt es auch vor, dass ganze Schwärme vom Wind über weite Strecken weggetragen werden. Nach dem Blutsaugen, bei der die weiblichen Stechmücken etwa das Doppelte ihres Körpergewichts aufgenommen haben, verwerten diese die im Blut enthaltenen Eiweiße innerhalb von 5 Tagen zum Aufbau ihrer Eier (Eireifung). Ein Weibchen kann mit einer Blutaufnahme bis zu 100 schwarze länglich ovale spindelförmige 0,7 mm × 0,2 mm große Eier bilden, die sie einzeln im feuchten Boden von Wiesen und Auwäldern ablegt. Die Eier sind schwerer als Wasser, schwimmen also nicht. Danach kann die Stechmücke ohne erneute Begattung weitere Eier produzieren, wenn sie Blut aufnehmen kann.
In den Eiern entwickeln sich innerhalb einer Embryonalphase von etwa 8 Tagen die Larven. Diese schlüpfen aber nur aus, wenn die Eihülle (durch eine Überschwemmung) in sauerstoffarmes Wasser mit einer Temperatur von mehr als 10 °C kommt. Der Sauerstoffmangel nach dem Wechsel ins Wasser bewirkt die Kontraktion eines Muskels, der den Schlüpfzahn – einen spitzen verhärteten Dorn am Kopf – gegen die Eihülle drückt. Die Eihülle bricht dann an einer vorgeprägten Stelle auf. Die Kappe des spindelförmigen Eis platzt ab und der Embryo kann herausschlüpfen. Sauerstoffreiches Wasser hemmt den Schlüpftrieb, was möglicherweise einen Schutz vor Fischen darstellt, die in sauerstoffreiches Fließwasser einschwimmen. Außerdem würde die starke Strömung die Larven verdriften. Bleibt eine Überschwemmung aus, können die Eier mindestens drei Jahre überleben.
Über vier Larvenstadien und ein Puppenstadium entwickelt sich die Larve zur Stechmücke. Je nach Wassertemperatur benötigt sie dafür 1 bis 3 Wochen, das Puppenstadium dauert 2 bis 4 Tage.

## Bedeutung für den Menschen
Aedes vexans verbreitet durch ihre Stiche je nach Gebiet verschiedene Krankheiten wie Tahyna, Myxomatose, Encephalitis und Dirofilaria immitis. In den hochwasserreichen Sommermonaten kommt es an Gewässern wie Elbe, Donau oder Bodensee, vor allem aber am Rhein zu massenhaftem Auftreten wie bei keiner anderen Stechmückenart. Unter den 33 am Oberrhein auftretenden Stechmückenarten stellt Aedes vexans über 80 Prozent der Individuen. In einem Quadratmeter Uferbereich eines Hochwassertümpels können nicht selten 50.000 Aedes-Eier nachgewiesen werden.
Entlang des Oberrheins haben sich wegen der Stechmückenplage, vor allem wegen des massenhaften Auftretens und der großen Wanderbereitschaft von Aedes vexans, fast 100 Gemeinden zur Kommunalen Arbeitsgemeinschaft zur Bekämpfung der Schnakenplage zusammengeschlossen und bekämpfen mit einem Larvizid auf Basis von Proteinen des Bakteriums Bacillus thuringiensis israelensis die Entwicklung der Stechmücken.

## Systematik
Die Untergattung Aedimorphus der Gattung Aedes, der auch Aedes (Aedimorphus) vexans angehört, war von 2009 bis 2015 eine eigene Gattung.
In der östlichen Paläarktis wurde die Unterart Aedes (Aedimorphus) vexans nipponii (Theobald) beschrieben, die sich von der Nominatform durch eine abweichende Beschuppung der Terga und Pleuriten unterscheidet.